# Kuczki-Wieś
Kuczki-Wieś – wieś w Polsce położona w województwie mazowieckim, w powiecie radomskim, w gminie Gózd. Ma status sołectwa.
| SIMC    | Nazwa                | Rodzaj     |
| ------- | -------------------- | ---------- |
| 0621274 | Kleciska             | przysiółek |
| 0621280 | Kłonówek Piaszczysty | przysiółek |

Do 1954 roku istniała gmina Kuczki. W latach 1954–1959 wieś należała i była siedzibą władz gromady Kuczki, po jej zniesieniu w gromadzie Gózd. W latach 1975–1998 miejscowość administracyjnie należała do województwa radomskiego.
Wierni Kościoła rzymskokatolickiego należą do parafii św. Józefa Oblubieńca Najświętszej Maryi Panny w Kuczkach.